# Hogna rubromandibulata
Hogna rubromandibulata este o specie de păianjeni din genul Hogna, familia Lycosidae. A fost descrisă pentru prima dată de O. P.-cambridge, 1885. Conform Catalogue of Life specia Hogna rubromandibulata nu are subspecii cunoscute.